# 알파 : 위대한 여정
《알파 : 위대한 여정》(Alpha)은 미국에서 제작된 알버트 휴즈 감독의 2018년 액션, 드라마, 스릴러 영화이다. 가공의 어드벤처 영화이다. 코디 스밋 맥피 등이 주연으로 출연하였고 앤드류 로나 등이 제작에 참여하였다.
주요 촬영은 2016년 2월 캐나다에서 시작되었으며 그 해 4월까지 촬영이 지속되었다. 이 영화는 수차례 연기되었다가 2018년 8월 17일 미국에서 소니 픽처스 릴리싱에 의해 개봉되었다.

## 출연

### 주연
- 코디 스밋 맥피
- 프리야 라자라트남
- 옌스 훌텐

### 조연
- 메르세데스 드 라 제다
- 요하네스 하우쿠르 요하네손
- 마르친 코왈츠키

## 기타
- 의상: 샤렌 데이비스